# Nansen-Flüchtlingspreis

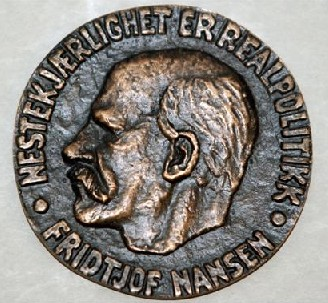
Die Nansen-Medaille

Der Nansen-Flüchtlingspreis wurde 1954 geschaffen, um Einzelpersonen oder Organisationen zu ehren, die sich um die Sache der Flüchtlinge besonders verdient gemacht haben.
Der Preis trägt den Namen des norwegischen Polarforschers und ersten Hohen Flüchtlingskommissars Fridtjof Nansen und ist seit 1979 mit 100.000 US-Dollar für ein Flüchtlingsprojekt dotiert, das der Preisträger frei wählen kann. Der Preis wird vom Nansen Refugee Award Committee vergeben, das vom Hohen Flüchtlingskommissar der Vereinten Nationen geleitet wird.
Diese Nansen-Medaille ist nicht zu verwechseln mit der Fridtjof Nansen Medaille der European Geosciences Union.

## Preisträger
- 1954: Eleanor Roosevelt (USA)
- 1955: Juliana, Königin der Niederlande
- 1956: Dorothy D. Houghton (USA) und Gerrit Jan van Heuven Goedhart (Niederlande)
- 1957: Liga der Rotkreuz-Gesellschaften
- 1958: David Hoggett (Großbritannien) und Pierre Jacobsen (postum) (Frankreich)
- 1959: Oskar Helmer (Österreich)
- 1960: Christopher Chataway, Colin Jones, Trevor Philpott und Timothy Raison (alle Großbritannien)
- 1961: Olav V., König von Norwegen
- 1962: Tasman Heyes, CBE (Australien)
- 1963: Internationaler Rat der Freiwilligenverbände (ICVA)
- 1964: May Curwen, DBE, François Preziosi (postum) (Italien) und Jean Plicque (postum) (Frankreich)
- 1965: Lucie Chevalley (Frankreich), Ana Rosa Schliepper de Martinez Guerrero (postum) (Argentinien) und Jorgen Norredam (postum) (Dänemark)
- 1967: Bernhard, Prinz der Niederlande
- 1968: Bernard Arcens (Senegal) und Charles H. Jordan (postum) (USA)
- 1969: Prinzessin Princep Shah von Nepal
- 1972: Svana Fridriksdottir (Island)
- 1974: Bischof Helmut Frenz (Chile)
- 1975: James J. Norris (USA)
- 1976: Olav Hodne (Norwegen) und Marie-Louise Bertschinger (postum) (Schweiz)
- 1977: Malaysischer Roter Halbmond
- 1978: Seretse Khama, KBE, (Botswana)
- 1979: Valéry Giscard d’Estaing, Präsident von Frankreich
- 1980: Maryluz Schloeter Paredes (Venezuela)
- 1981: Paul A. Cullen (Australien)
- 1982: Sonja, Kronprinzessin von Norwegen
- 1983: Julius Nyerere, Präsident der Vereinigten Republik Tansania
- 1984: Lewis M. Hiller, Jeff Kass und Gregg Turay (alle USA)
- 1985: Kardinal Paulo Evaristo Arns, Erzbischof von São Paulo (Brasilien)
- 1986: Das kanadische Volk
- 1987: Juan Carlos I., König von Spanien
- 1988: Syed Munir Husain (Pakistan)
- 1991: Paul Weis (postum) (Österreich) und Libertina Amathila (Namibia)
- 1992: Richard von Weizsäcker, Bundespräsident der Bundesrepublik Deutschland
- 1993: Ärzte ohne Grenzen
- 1995: Graça Machel (Mosambik)
- 1996: Handicap International
- 1997: Joannes Klas (USA)
- 1998: Mustafa Abdülcemil Kirimoglu (Ukraine)
- 2000: Jelena Silajdzic (Bosnien-Herzegowina), Abune Paulos (Äthiopien), Lao Mong Hay (Kambodscha), Miguel Ángel Estrella (Argentinien) und die Freiwilligen der Vereinten Nationen
- 2001: Luciano Pavarotti (Italien)
- 2002: Arne Rinnan, Kapitän der Tampa, nebst Mannschaft und Reederei Wallenius Wilhelmsen (Norwegen)
- 2003: Annalena Tonelli (Italien)
- 2004: Memorial-Menschenrechtszentrum (Russland)
- 2005: Marguerite Barankitse (Burundi)
- 2006: Akio Kanai (Japan)
- 2007: Katrine Camilleri (Malta)
- 2008: Christopher Clark und das UN Mine Action Coordination Centre South Lebanon
- 2009: Edward Kennedy (postum) (USA)
- 2010: Alixandra Fazzina (Großbritannien)
- 2011: Society for Humanitarian Solidarity (Jemen)[2]
- 2012: Hawa Aden Mohamed (Somalia)
- 2013: Angélique Namaika (Demokratische Republik Kongo)
- 2014: Butterflies with New Wings Building a Future (Kolumbien)
- 2015: Aqeela Asifi (Pakistan)
- 2016: Elliniki Omada Diasosis (Griechenland) und Efi Latsoudi (Griechenland)
- 2017: Zannah Mustapha (Nigeria)
- 2018: Evan Atar Adaha, südsudanesischer Arzt[3]
- 2019: Asisbek Aschurow (Kirgisistan)
- 2020: Mayerlín Vergara Pérez (Kolumbien)[4]
- 2021: Jeel Albena Association for Humanitarian Development (Jemen)
- 2022: Angela Merkel, Bundeskanzlerin der Bundesrepublik Deutschland i. R.
- 2023: Abdullahi Mire (Somalia)
- 2024: Sr. Rosita Milesi (Brasilien)